# Tom Bellfort
Pour les articles homonymes, voir Bellford.
Tom Bellfort est un monteur son américain.

## Filmographie (sélection)

### Cinéma
- 1983 : L'Étoffe des héros (The Right Stuff) de Philip Kaufman
- 1983 : Rusty James (Rumble Fish) de Francis Ford Coppola
- 1984 : Cotton Club (The Cotton Club) de Francis Ford Coppola
- 1984 : Terminator (The Terminator) de James Cameron
- 1984 : Amadeus de Miloš Forman
- 1986 : Le Contrat (Raw Deal) de John Irvin
- 1987 : Princess Bride (The Princess Bride) de Rob Reiner
- 1987 : Jardins de pierre (Gardens of Stone) de Francis Ford Coppola
- 1988 : Tucker (Tucker: The Man and His Dream) de Francis Ford Coppola
- 1988 : Big de Penny Marshall
- 1988 : Randonnée pour un tueur (Shoot to Kill) de Roger Spottiswoode
- 1989 : Miss Daisy et son chauffeur (Driving Miss Daisy) de Bruce Beresford
- 1989 : Potins de femmes (Steel Magnolias) d'Herbert Ross
- 1990 : Le Parrain 3 (Mario Puzo's The Godfather: Part III) de Francis Ford Coppola
- 1996 : Mission impossible (Mission: Impossible) de Brian De Palma
- 1997 : Titanic de James Cameron
- 1998 : Studio 54 (54) de Mark Christopher
- 1999 : Fight Club de David Fincher
- 1999 : Star Wars, épisode I : La Menace fantôme (Star Wars: Episode I – The Phantom Menace) de George Lucas
- 2000 : Fréquence interdite (Frequency) de Gregory Hoblit
- 2002 : Panic Room de David Fincher
- 2003 : La Recrue (The Recruit) de Roger Donaldson
- 2004 : 30 ans sinon rien (13 Going on 30) de Gary Winick
- 2011 : Source Code de Duncan Jones

### Télévision
- 1992-1993 : Les Aventures du jeune Indiana Jones (28 épisodes)
- 2010 : The Pacific (9 épisodes)

## Distinctions

### Récompenses
- Oscars 1998 : Oscar du meilleur montage de son pour Titanic

### Nominations
- Oscars 2000 : Oscar du meilleur montage de son pour Star Wars, épisode I : La Menace fantôme
- BAFTA 2000 : British Academy Film Award du meilleur son pour Star Wars, épisode I : La Menace fantôme